# Phelipanche aegyptiaca
Phelipanche aegyptiaca är en snyltrotsväxtart som först beskrevs av Christiaan Hendrik Persoon, och fick sitt nu gällande namn av Auguste Nicolas Pomel. Phelipanche aegyptiaca ingår i släktet Phelipanche och familjen snyltrotsväxter. Inga underarter finns listade i Catalogue of Life.